# اینار انگلاند
اینار انگلاند (انگلیسی: Einar Englund؛ زاده ۱۷ ژوئن ۱۹۱۶ – مرگ ۲۷ ژوئن ۱۹۹۹) یک آهنگ‌ساز، و نوازنده پیانو اهل فنلاند بود. او پس از ژان سیبلیوس مهم‌ترین آهنگساز موسیقی کلاسیک فنلاندی است. وی دو بار ازدواج کرد و دارای ۴ فرزند بود.

اینار انگلاند آموختن موسیقی را ۱۷ سالگی آغاز کرد. پس از فارغ‌التحصیلی به ارتش پیوست و در خلال جنگ پس‌آیند از ناحیه دست زخمی شد. در سال ۱۹۴۹ با برنده شدن کمک هزینه تحصیلی به آمریکا رفت و نزد آرون کوپلند به تحصیل مشغول شد. او هم‌چنین برای بیش از ۲۰ فیلم سینمایی موسیقی متن نوشت.